# Cook County (Illinois)
Cook County is een county in de Amerikaanse staat Illinois.
De county heeft een landoppervlakte van 2.449 km² en telt 5.376.741 inwoners (volkstelling 2000). Er zijn 130 gemeentes. Chicago is daarvan de grootste en tevens de hoofdstad.